# Pumpuang Duangjan
Pumpuang Duangjan (พุ่มพวง ดวงจันทร์;Chai Nat, Tailândia; 4 de agosto de 1961 - Phitsanulok, 13 de junho de 1992) foi uma importante cantora tailandesa, pioneira da forma eletrônica do Luk Thung (música sertaneja tailandesa). Durante as décadas de 1980 e 1990, a filha de camponeses conquistou grande renome no país do Sudeste Asiático. Apesar de analfabeta, o repertório de Lua Poompuang alcançava uma grande popularidade entre todas as classes sociais da Tailândia, das mais pobres às mais ricas.
Pumpuang Duangjan morreu em 13 de junho de 1992, aos 31 anos de idade, vítima de complicações devido a lúpus.

## Discografia

### Álbums
- Nak Rong Baan Nok (นักร้องบ้านนอก)
- Noo Mai Roo (หนูไม่เอา)
- Kho Hai Ruai (ขอให้รวย)
- Som Tam (ส้มตำ)
- Nad Phop Na Ampoer (นัดพบหน้าอำเภอ)
- Take Ka Tan Phook Bo (ตั๊กแตนผูกโบว์)
- Anitja Tinger (อนิจจาทิงเจอร์)
- Aai Saang Neon (อายแสงนีออน)

## Filmografia
- 1984 – Chee (ชี)
- 1984 – Nang Sao Ka Thi Sod (นางสาวกะทิสด)
- 1984 – Khoe Thot Tee Thee Rak (ขอโทษที ที่รัก)
- 1984 – Jong Ang Pangad (จงอางผงาด)
- 1985 – Thee Rak Ter Yoo Nai (ที่รัก เธออยู่ไหน)
- 1986 – Mue Puen Khon Mai (มือปืนคนใหม่)
- 1987 – Sanae Nak Rong (เสน่ห์นักร้อง)
- 1987 – Chaloey Rak (เชลยรัก)
- 1987 – Pleng Rak Phleng Puen (เพลงรัก เพลงปืน)
- 1988 – Phet Payak Rat (เพชรพยัคฆราช)